# Fernando Brilhante Pessoa
Fernando Brilhante Pessoa es un deportista portugués que compitió en vela en la clase Star. Ganó dos medallas de oro en el Campeonato Europeo de Star, en los años 1957 y 1958.

## Palmarés internacional
| Campeonato Europeo | Campeonato Europeo | Campeonato Europeo | Campeonato Europeo |
| Año                | Lugar              | Medalla            | Clase              |
| ------------------ | ------------------ | ------------------ | ------------------ |
| 1957               | ND                 | Medalla de oro     | Star               |
| 1958               | ND                 | Medalla de oro     | Star               |